# Odontocera mellea
Odontocera mellea är en skalbaggsart som beskrevs av White 1855. Odontocera mellea ingår i släktet Odontocera och familjen långhorningar. Inga underarter finns listade i Catalogue of Life.